# Apathology
Apathology – siódmy album niemieckiej grupy Scream Silence, wydany w 2008 roku.

## Lista utworów
1. „The Faint” – 6:03
2. „Counterfeit” – 3:43
3. „Apathy” – 4:04
4. „Above and Within” – 4:08
5. „Downfallen” – 6:57
6. „Their Bleakest Sun” – 4:11
7. „Anthanasia” – 4:30
8. „And This Is What We Left Behind” – 5:16
9. „Killing Essay” – 3:45
10. „The Antagonist” – 7:27
11. „Euphoria” – 8:18